# No More Sad Songs
«No More Sad Songs» es una canción del grupo británico Little Mix en colaboración con el rapero estadounidense  Machine Gun Kelly. Es el tercer sencillo de su álbum de estudio Glory Days (2016), fue anunciado el 1 de marzo y posteriormente lanzado el 3 de marzo en plataformas de Streaming y iTunes.

## Antecedentes y lanzamiento
Una versión remix de la canción, con el rapero  Machine Gun Kelly, se anunció como el tercer sencillo de Glory Days el 1 de marzo de 2017. Se estrenó oficialmente el 3 de marzo del mismo año. La pista fue escrita por Emily Warren, Edvard Erfjord, Tash Phillips y Henrik Michelsen, mientras que la producción fue llevada a cabo por Eletric y Joe Kearns.

## Video Musical

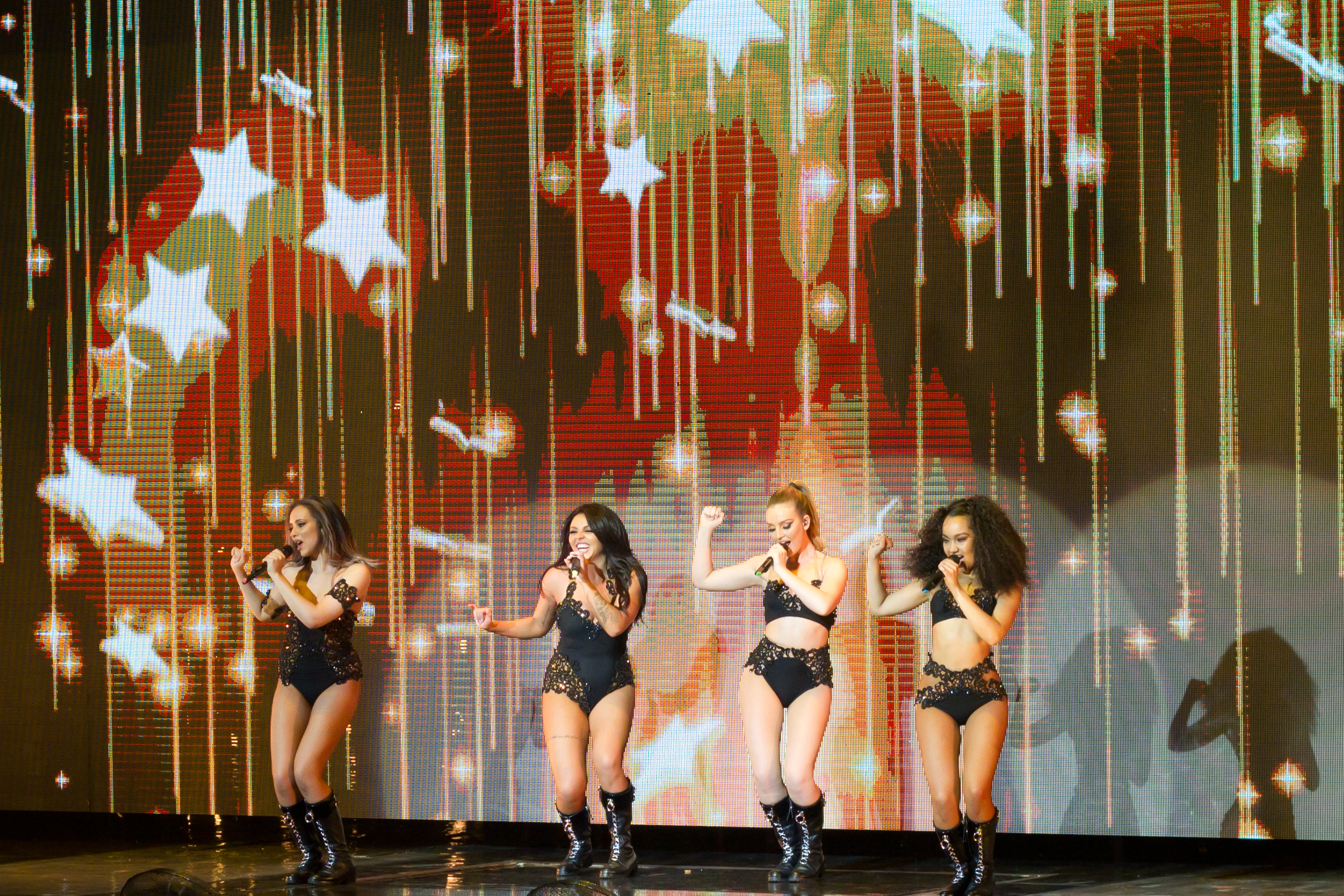

El video musical dirigido por Marc Klasfeld se lanzó el 29 de marzo de 2017, a través del canal de Youtube de la agrupación. Está ambientado en Nashville y basado en la película Coyote Ugly. La secuencia muestra a las chicas llegando a un club country donde arman una fiesta, montan un toro mecánico, mientras que  Machine Gun Kelly se les une.

## Posicionamiento en listas
| Listas (2017)                     | Mejor posición |
| --------------------------------- | -------------- |
| Escocia (Official Charts Company) | 4              |
| Filipinas (Philippine Hot 100)    | 77             |
| Irlanda (IRMA)                    | 25             |
| Nueva Zelanda Hot Singles (RMNZ)  | 9              |
| Reino Unido (UK Singles Chart)    | 15             |

## Certificaciones
| País        | Organismo certificador | Certificación | Ventas certificadas | Ref    |
| ----------- | ---------------------- | ------------- | ------------------- | ------ |
| Brasil      | PMB                    | Platino       | 40 000              | [ 15 ] |
| Reino Unido | BPI                    | Platino       | 746 000             | [ 17 ] |